# Юрій Чаплич-Шпанівський

герб Кердея

Юрій Чаплич-Шпанівський гербу Кердея (бл. 1580 — 1649) — руський (український) шляхтич, аріанин (соцініанин).

## Життєпис
Син луцького земського судді Федора Чаплича, внук Кадіяна Чаплича. Брат Мартина, Адама, Івана, Миколи Чапличів.
На синоді в Ракові 1612 року разом із братом Мартином підписав лист для делегації, обраної для порозуміння аріан з кальвіністами на Люблінському синоді. 1614 року заклав гміну та аріанську школу в Кисилині, вчителем якої, зокрема, був Євстахій Кисіль. Учасник синодів 1618, 1623 років у Ракові. 1623 року разом із братом Мартином надав 200 флоринів для купівлі паперу та друкарських типів. 1632 року обраний суддею каптуровим, послом на конвокаційний сейм Речі Посполитої.
1638 року надав у містечку Кисилині притулок для вигнаних із Ракова «польських братів» — аріан (рідні брати Олександр та Андрій надали такий притулок у Березках Володимирського повіту). 23 травня на сеймику в Кисилині (брали участь духівники-аріани, навколишня шляхта) написали лист до протектора дисидентів Христофора Радзивілла лист, пересланий Самуелем Пшишпковським-старшим. Пропаганду аріянства в його Кисилині проводили серед православних, кріпаків (їх звільняли від панщини після зміни обряду).
1640 р. був оскаржений разом із братами луцьким римо-католицьким єпископом Анджеєм Гембицьким, володимирським деканом Станіславом Урбановичем у суді Володимира. Справу передали до Люблінського трибуналу; вирок (18 травня 1644 року): Ю. Чаплич-Шпановський мав заплатити Луцькій католицькій капітулі 500 червоних золотих, 500 — суду, аріанські (соцініанські) збір та школа мали бути закриті, всі провідники-аріани мали бути видалені з міста Кисилина. Волинська шляхта на Луцькому сеймику 1645 року протестувала проти цього рішення. Ю. Чаплич-Шпанівський не виконав цього рішення, який його повторно покарав, позбавив шляхетства, покарав баніцією. Через це зем'яни волинські 1646 року доручали своїм послам на сейм добиватись скасування рішення Люблінського трибуналу (серед скарг дисидентів справа була у 1647 році). Надалі перебував тут, тримався обряду. В 1648 році мав процес за знищення хреста в селі Мовчанові. Правдоподібно, помер у тім часі.
Був дуже шанований шляхтою, за Збіґневом Морштином, багато суперечок між шляхтичами уладнував «полюбовно».